# Antoni Camps i Bau
Antoni Camps i Bau (Sant Joan de Vilatorrada, 24 de maig de 1938) fou un futbolista català de les dècades de 1950 i 1960.

## Trajectòria
Es formà al CE Manresa, d'on passà al juvenil del FC Barcelona amb 18 anys, però retornà al Manresa a Tercera Divisió. El 1957, amb 19 anys, fitxà pel RCD Espanyol que era entrenat per l'hongarès Elemér Berkessy. Al club blanc-i-blau jugà 5 temporades en les quals disputà 116 partits i marcà 24 gols a primera divisió. A la Copa de Fires marcà 7 gols en 6 parits, essent el màxim golejador de l'Espanyol en competició europea fins que fou superat per Walter Pandiani l'any 2007. Fou a la Copa de Fires de la temporada 1961-62. En el partit enfront del Hannover SV, l'Espanyol guanyà 0-1 a Alemanya amb gol de Camps al minut 52, i a Sarrià guanyà 2-0 amb un nou gol de Camps el minut 27 i un segon d'Indio al 61. En l'eliminatòria enfront del Birmingham City FC marcà 3 gols a Sarrià en una victòria per 5 a 3. En el partit de tornada guanyaren els anglesos per 1 a 0, però l'Espanyol passà l'eliminatòria. Enfront l'Estrella Roja de Belgrad marcà 2 gols a Sarrià en una victòria per 2 a 1, però l'equip fou eliminat en perdre 5 a 0 a Belgrad. El 1962 l'Espanyol baixà a Segona Divisió i Camps fou fitxat pel FC Barcelona per la xifra rècord a l'època de vuit milions de pessetes. Al Barça guanyà una Copa del Rei la temporada 1962-63 però una greu lesió de genoll el deixà pràcticament en blanc les següents temporades. El 1964 jugà al CE Mataró i el 1965 fitxà pel CE Sabadell on jugà tres temporades més a primera divisió. La seva darrera temporada fou al RCD Mallorca. Fou un cop seleccionat amb la selecció d'Espanya sots 21 i un altre amb la de Catalunya.
Un cop retirat esdevingué entrenador, dirigint el CF Calella, CE Mataró, i UE Sants,